# Echinopsis macrogona
Echinopsis macrogona là một loài thực vật có hoa trong họ Cactaceae. Loài này được (Salm-Dyck) Friedrich & G.D.Rowley mô tả khoa học đầu tiên năm 1974.

## Hình ảnh

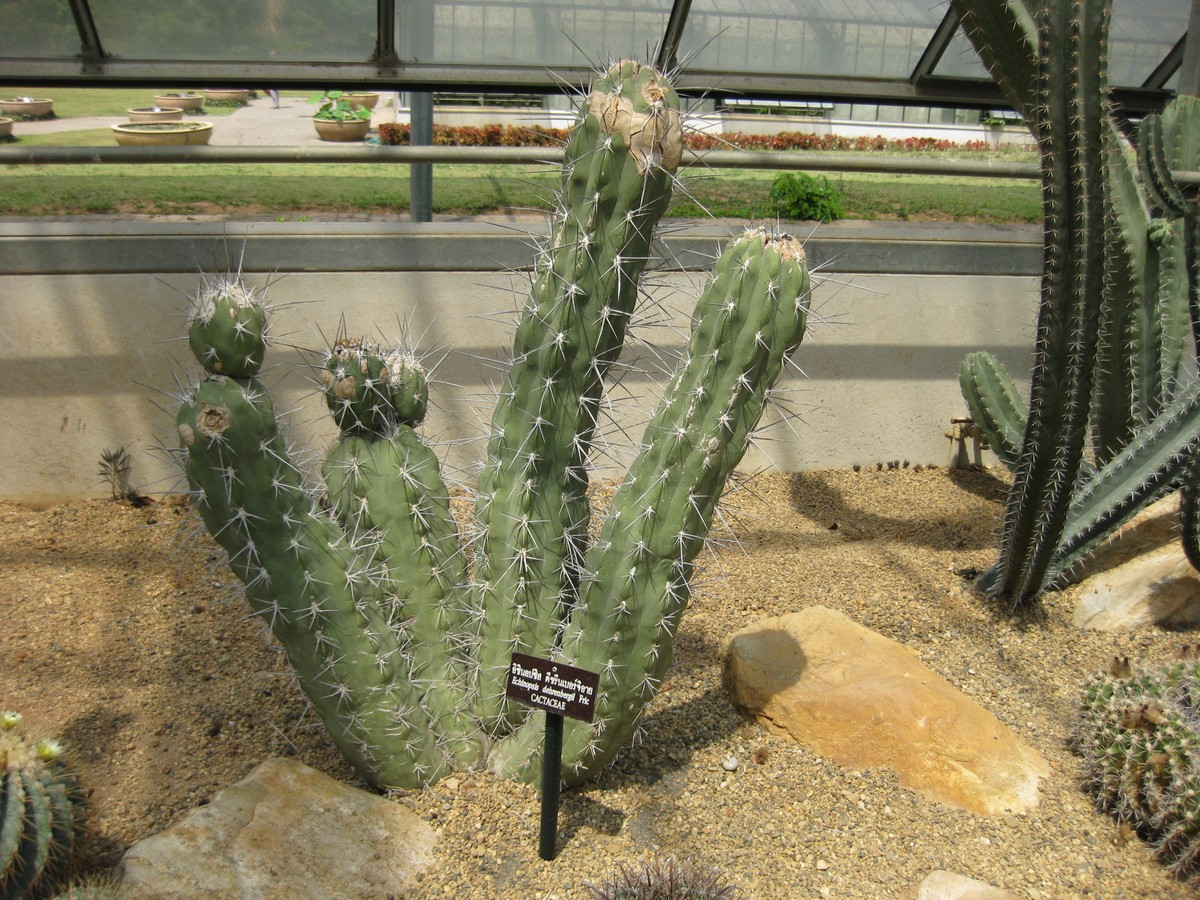